# Carcelia villicauda
Carcelia villicauda là một loài ruồi trong họ Tachinidae.